# Чиндяскин, Сергей Викторович
Сергей Викторович Чиндя́скин (род 9 декабря 1965 года в пос. Чамзинка, Мордовская АССР) — российский политический деятель, депутат Государственной Думы VI и VII созывов. Член фракции «Единая Россия», член комитета Госдумы по информационной политике, информационным технологиям и связи.

## Биография
Сын руководителя полномочного представительства республики Мордовии при президенте РФ Виктора Ивановича Чиндяскина (1946—2022), возглавлявшего представительство с 1994 по 2016 год. В 1990 году получил высшее образование по специальности «промышленное и гражданское строительство» окончив Московский инженерно-строительный институт им. В. В. Куйбышева. В 1997 году прошёл переподготовку по специальности «государственное и муниципальное управление» в Российской академии государственной службы при Президенте Российской Федерации. Служил в армии. С 1990 работал в кооперативе «Интурреставрация» в должности заместителя председателя.
С 1994 года работал в должности помощника членов Совета Федерации Федерального Собрания РФ. С 1995 по 1996 год работал в Счётной палате РФ в должности помощника аудитора. С 2001 по 2005 год работал в аппарате комитета Госдумы по делам федерации и региональной политике в должности консультанта, заместителя руководителя. До 2011 года работал в аппарате главы республика Мордовия в должности старшего помощника по связям с Федеральным собранием.
В 2011 году баллотировался в депутаты Госдумы по спискам партии «Единая Россия», в результате распределения мандатов стал депутатом Государственной Думы VI созыва.
В сентябре 2016 года повторно баллотировался по спискам «Единой России» в Госдумы, по итогам подсчёта голосов был избран депутатом Государственной Думы VII созыва.
Соавтор скандально известного «закона Лугового».

## Законотворческая деятельность
С 2011 по 2019 год, в течение исполнения полномочий депутата Государственной Думы VI и VII созывов, выступил соавтором законодательных инициатив и поправок к проектам федеральных законов.

## Награды
- Благодарность правительства Российской Федерации (10 июля 2014 года) — за заслуги в законотворческой деятельности, направленной на решение стратегических задач социально-экономического развития страны[7]
- Памятный знак «МПА СНГ. 25 лет» (13 октября 2017 года) — за содействие в деятельности Межпарламентской Ассамблеи и её органов[8]